# Romanos 11

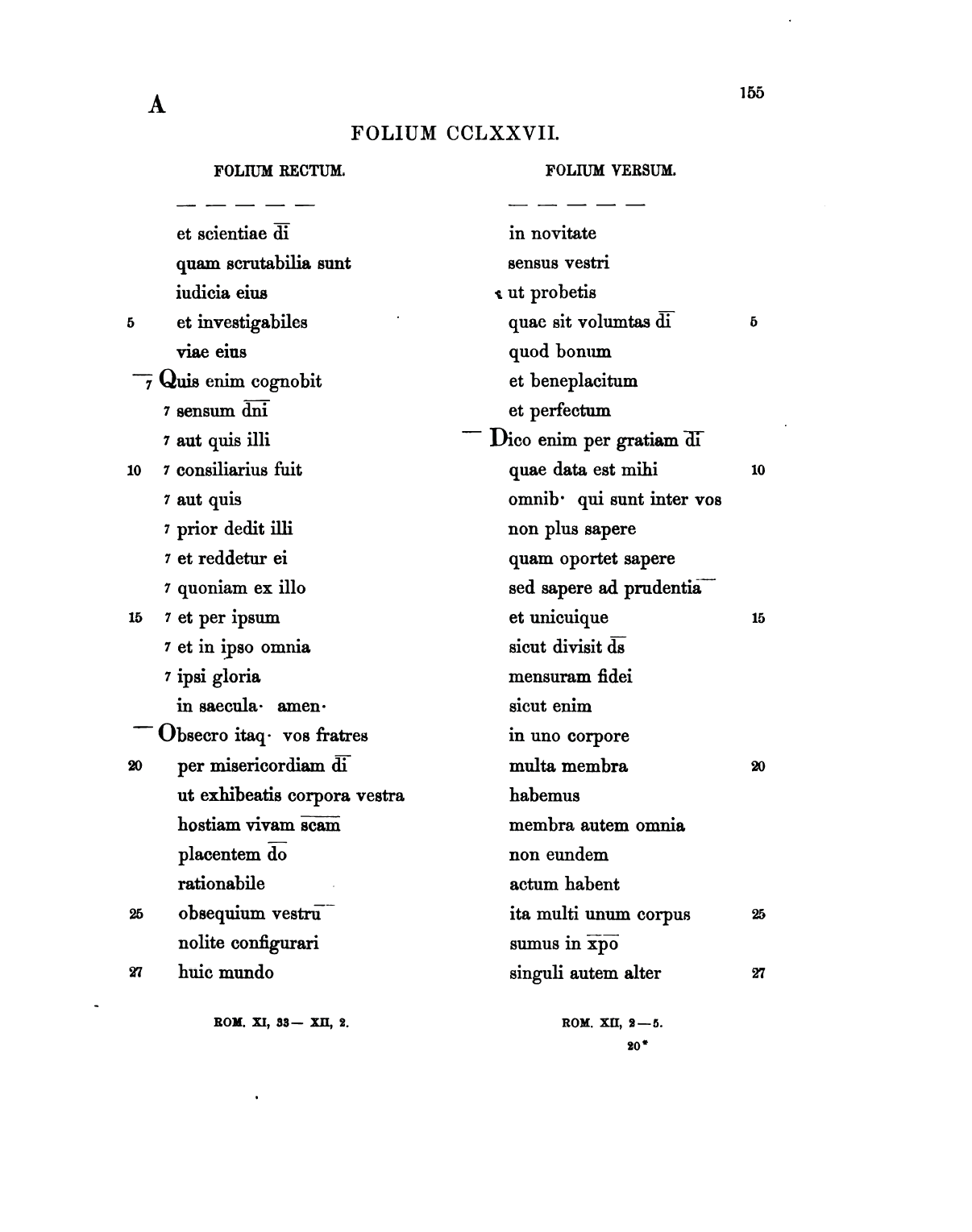
Romanos 11:33-12:5 en la edición de Tischendorf del Codex Carolinus (Monumenta, página 155).

Romanos 11 es el undécimo capítulo de la Epístola a los Romanos del Nuevo Testamento de la Biblia cristiana. Su autor es Pablo el Apóstol, mientras se encontraba en Corinto a mediados de los años 50 d. C., con la ayuda de un amanuense (secretario), Tercio, que añade su propio saludo en Romanos 16:22.
El capítulo 11 concluye la sección de la carta en la que «San Pablo nos enseña acerca de la providencia eterna de Dios» con especial referencia a la elección de un pueblo escogido, los israelitas (Romanos 9:11), que se han vuelto desobedientes (Romanos 11:31), y en cuyo lugar un remanante ha sido elegido (Romanos 11:5)  e injertado en su lugar.

## Texto

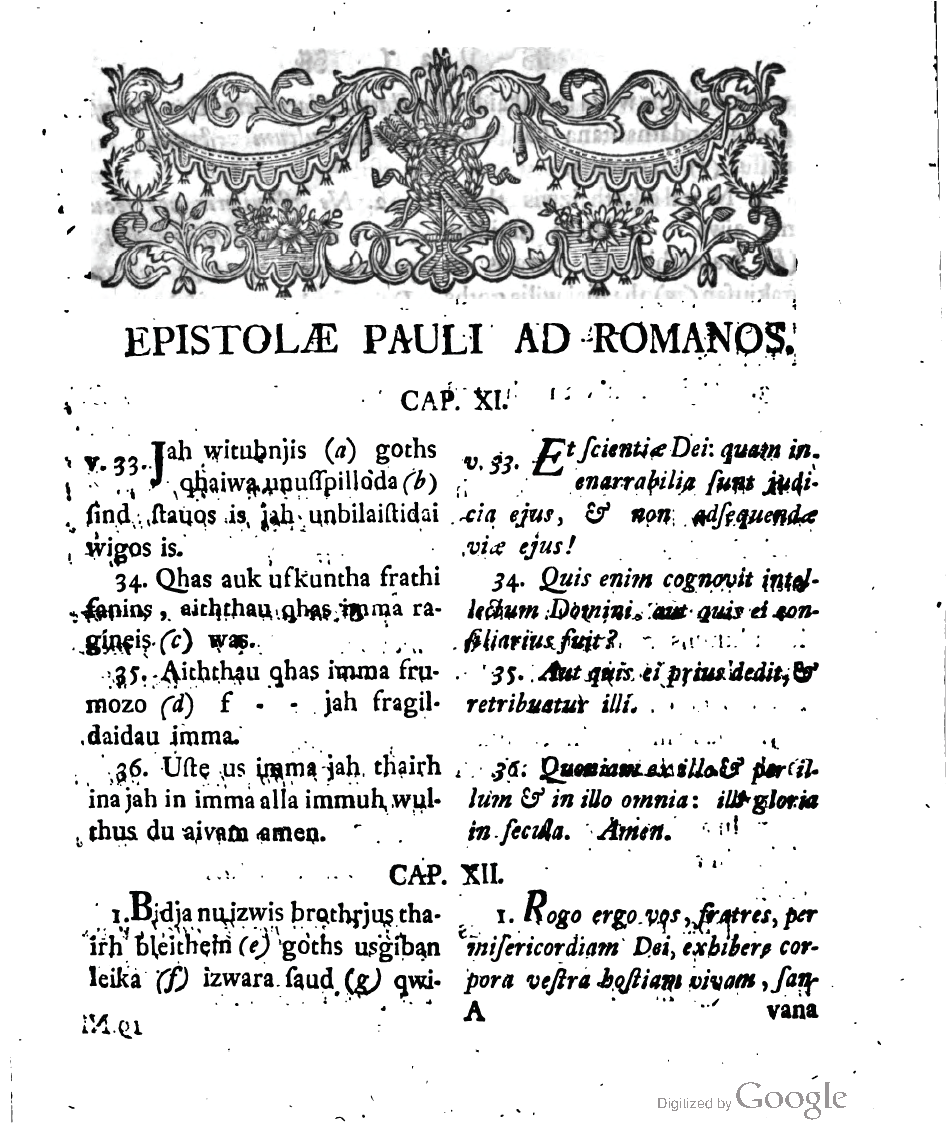
Romanos 11:33-12:1 en la edición de Knittel del Codex Carolinus.

El texto original estaba escrito en griego koiné. Este capítulo está dividido en 36 Versículos.

### Testigos textuales
Algunos manuscritos antiguos que contienen el texto de este capítulo son:
- En idioma griego
  - Codex Vaticanus (325-350 d. C.)
  - Codex Sinaiticus (330-360)
  - Codex Alexandrinus (400-440)
  - Codex Ephraemi Rescriptus (circa 450; Versículos 1-14 existentes)
- en lengua gótica
  - Codex Carolinus (siglo VI/XVII; existen los versículos 33-36)
- en latín
  - Codex Carolinus (siglo VI/XVII; existen los versículos 33-36)